# ديتمار غيليتش
ديتمار غيليتش (بالألمانية: Dietmar Geilich)‏ (مواليد 15 يونيو 1954) هو ملاكم ألماني شرقي، مثّل بلاده في الألعاب الأولمبية الصيفية 1980.

## روابط خارجية
ديتمار غيليتش على موقع أوليمبيديا (الإنجليزية)